# Ендрю Альбертс
Ендрю Альбертс (англ. Andrew Alberts; нар. 30 червня 1981, Міннеаполіс) — американський хокеїст, що грав на позиції захисника. Грав за збірну команду США.

## Ігрова кар'єра
Хокейну кар'єру розпочав 1999 року в ХЛСШ.
2001 року був обраний на драфті НХЛ під 179-м загальним номером командою «Бостон Брюїнс».
Протягом професійної клубної ігрової кар'єри, що тривала 10 років, захищав кольори команд «Бостон Брюїнс», «Філадельфія Флаєрс», «Кароліна Гаррікейнс» та «Ванкувер Канакс».
Загалом провів 490 матчів у НХЛ, включаючи 31 гру плей-оф Кубка Стенлі.
Виступав за збірну США, провів 14 ігор в її складі.

## Статистика

### Клубні виступи
| Сезон        | Клуб                  | Ліга         | Регулярний сезон | Регулярний сезон | Регулярний сезон | Регулярний сезон | Регулярний сезон | Плей-оф | Плей-оф | Плей-оф | Плей-оф | Плей-оф |
| Сезон        | Клуб                  | Ліга         | І                | Г                | П                | О                | ШХ               | І       | Г       | П       | О       | ШХ      |
| ------------ | --------------------- | ------------ | ---------------- | ---------------- | ---------------- | ---------------- | ---------------- | ------- | ------- | ------- | ------- | ------- |
| 1999–00      | «Ватерлоо Блекгокс»   | ХЛСШ         | 49               | 2                | 2                | 4                | 55               | 4       | 0       | 0       | 0       | 12      |
| 2000–01      | «Ватерлоо Блекгокс»   | ХЛСШ         | 54               | 4                | 10               | 14               | 128              | —       | —       | —       | —       | —       |
| 2001–02      | «Бостон Коледж Іглс»  | ХС           | 38               | 2                | 10               | 12               | 52               | —       | —       | —       | —       | —       |
| 2002–03      | «Бостон Коледж Іглс»  | ХС           | 39               | 6                | 16               | 22               | 60               | —       | —       | —       | —       | —       |
| 2003–04      | «Бостон Коледж Іглс»  | ХС           | 42               | 4                | 12               | 16               | 64               | —       | —       | —       | —       | —       |
| 2004–05      | «Бостон Коледж Іглс»  | ХС           | 30               | 4                | 12               | 16               | 67               | —       | —       | —       | —       | —       |
| 2004–05      | «Провіденс Брюїнс»    | АХЛ          | 8                | 0                | 0                | 0                | 16               | 16      | 1       | 4       | 5       | 40      |
| 2005–06      | «Провіденс Брюїнс»    | АХЛ          | 6                | 0                | 1                | 1                | 7                | —       | —       | —       | —       | —       |
| 2005–06      | «Бостон Брюїнс»       | НХЛ          | 73               | 1                | 6                | 7                | 68               | —       | —       | —       | —       | —       |
| 2006–07      | «Бостон Брюїнс»       | НХЛ          | 76               | 0                | 10               | 10               | 124              | —       | —       | —       | —       | —       |
| 2007–08      | «Бостон Брюїнс»       | НХЛ          | 35               | 0                | 2                | 2                | 39               | 2       | 0       | 0       | 0       | 0       |
| 2008–09      | «Філадельфія Флаєрс»  | НХЛ          | 79               | 1                | 12               | 13               | 61               | 6       | 0       | 1       | 1       | 10      |
| 2009–10      | «Кароліна Гаррікейнс» | НХЛ          | 62               | 2                | 8                | 10               | 74               | —       | —       | —       | —       | —       |
| 2009–10      | «Ванкувер Канакс»     | НХЛ          | 14               | 1                | 1                | 2                | 13               | 10      | 0       | 1       | 1       | 27      |
| 2010–11      | «Ванкувер Канакс»     | НХЛ          | 42               | 1                | 6                | 7                | 41               | 9       | 0       | 0       | 0       | 6       |
| 2011–12      | «Ванкувер Канакс»     | НХЛ          | 44               | 2                | 1                | 3                | 40               | —       | —       | —       | —       | —       |
| 2012–13      | «Ванкувер Канакс»     | НХЛ          | 24               | 0                | 1                | 1                | 32               | 4       | 0       | 0       | 0       | 2       |
| 2013–14      | «Ванкувер Канакс»     | НХЛ          | 10               | 0                | 0                | 0                | 0                | —       | —       | —       | —       | —       |
| Усього в НХЛ | Усього в НХЛ          | Усього в НХЛ | 459              | 8                | 47               | 55               | 492              | 31      | 0       | 2       | 2       | 45      |

### Збірна
| Рік                | Команда            | Турнір             | Місце              | І  | Г | П | О | ШХ |
| ------------------ | ------------------ | ------------------ | ------------------ | -- | - | - | - | -- |
| 2006               | США                | ЧС                 | 7-е                | 7  | 1 | 0 | 1 | 14 |
| 2007               | США                | ЧС                 | 5-е                | 7  | 0 | 1 | 1 | 14 |
| Національна збірна | Національна збірна | Національна збірна | Національна збірна | 14 | 1 | 1 | 2 | 28 |